# 煮込み

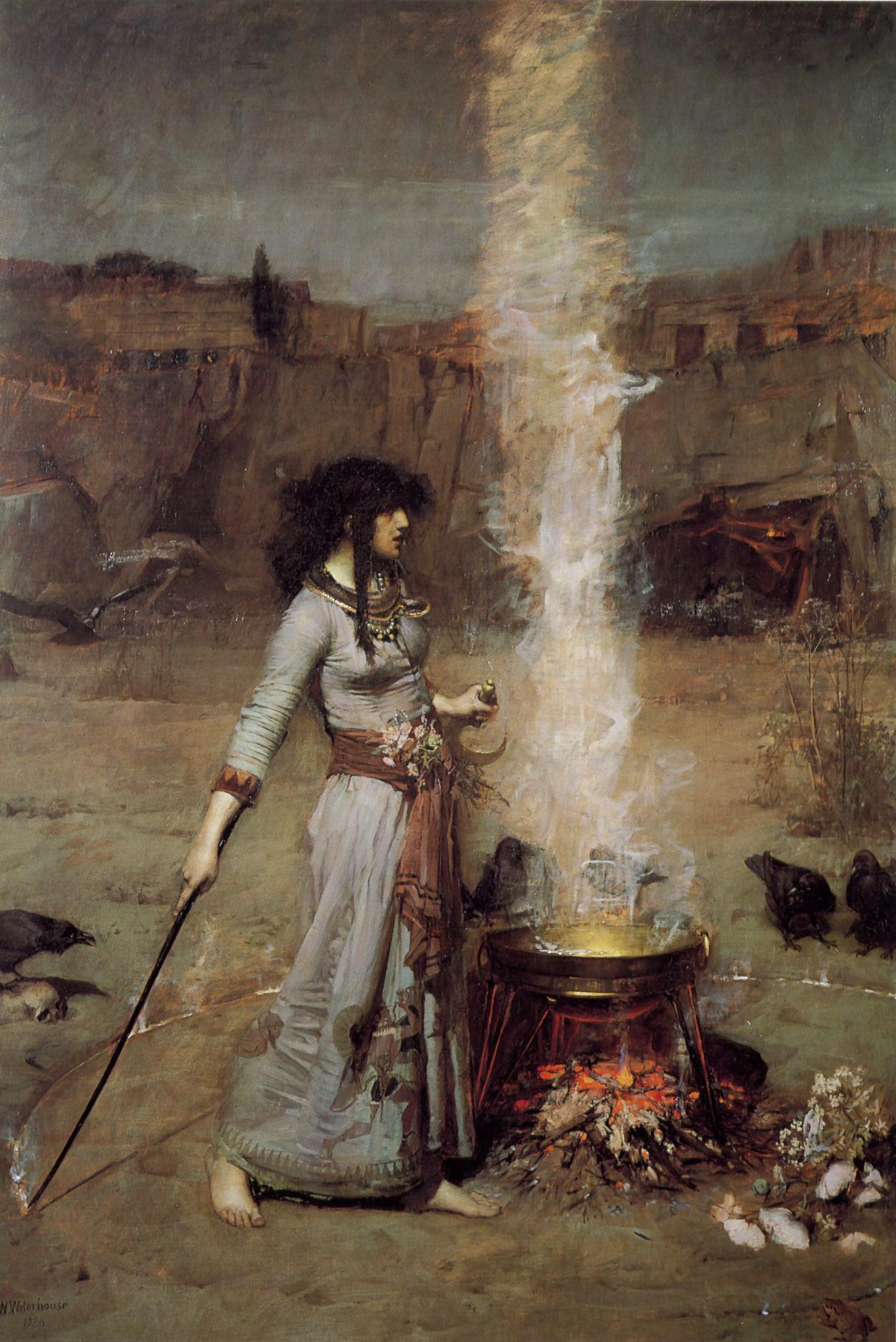
煮込みをする図

煮込み（にこみ）または煮込み料理（にこみりょうり）とは、煮汁を十分に入れて長時間弱火で煮る料理法とその料理。英語ではシチュー（stew）とひとくくりに表現されるが、フランス、イタリアでは煮込みの手法、鍋の種類、材料により異なる表現をされる。
調理用の鍋としては煮崩れにくい、蒸発量が少ない、温度が均一に伝わる、といった条件を満たすものが好ましい。すなわち熱伝導率が高く、形状は厚手の鍋がよいとされる。

## 煮込み料理の例

### 日本

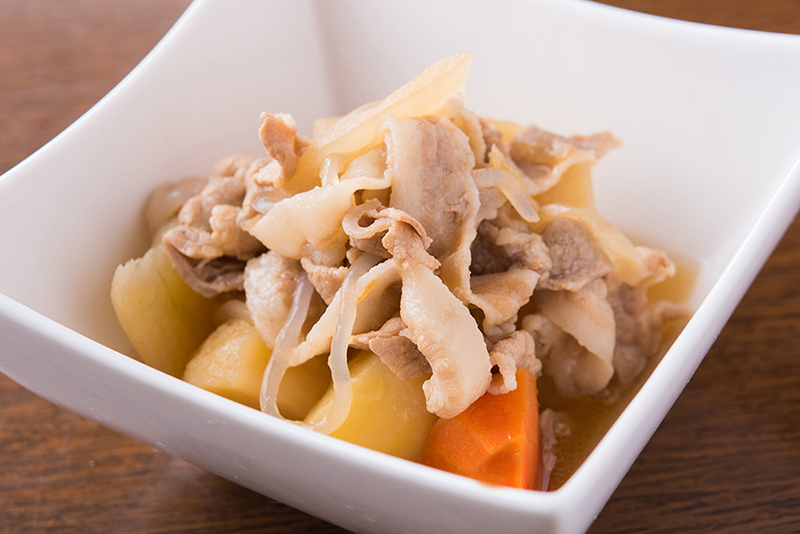
肉じゃが

- 肉じゃが
- もつ煮
- 味噌煮込みうどん
- 豚の角煮・ラフテー（沖縄料理）

### 中国
- 紅焼肉
- 湯 - 中国では煮込み料理も含めて「湯」と呼ぶ。
  - zh:雞湯

### インド

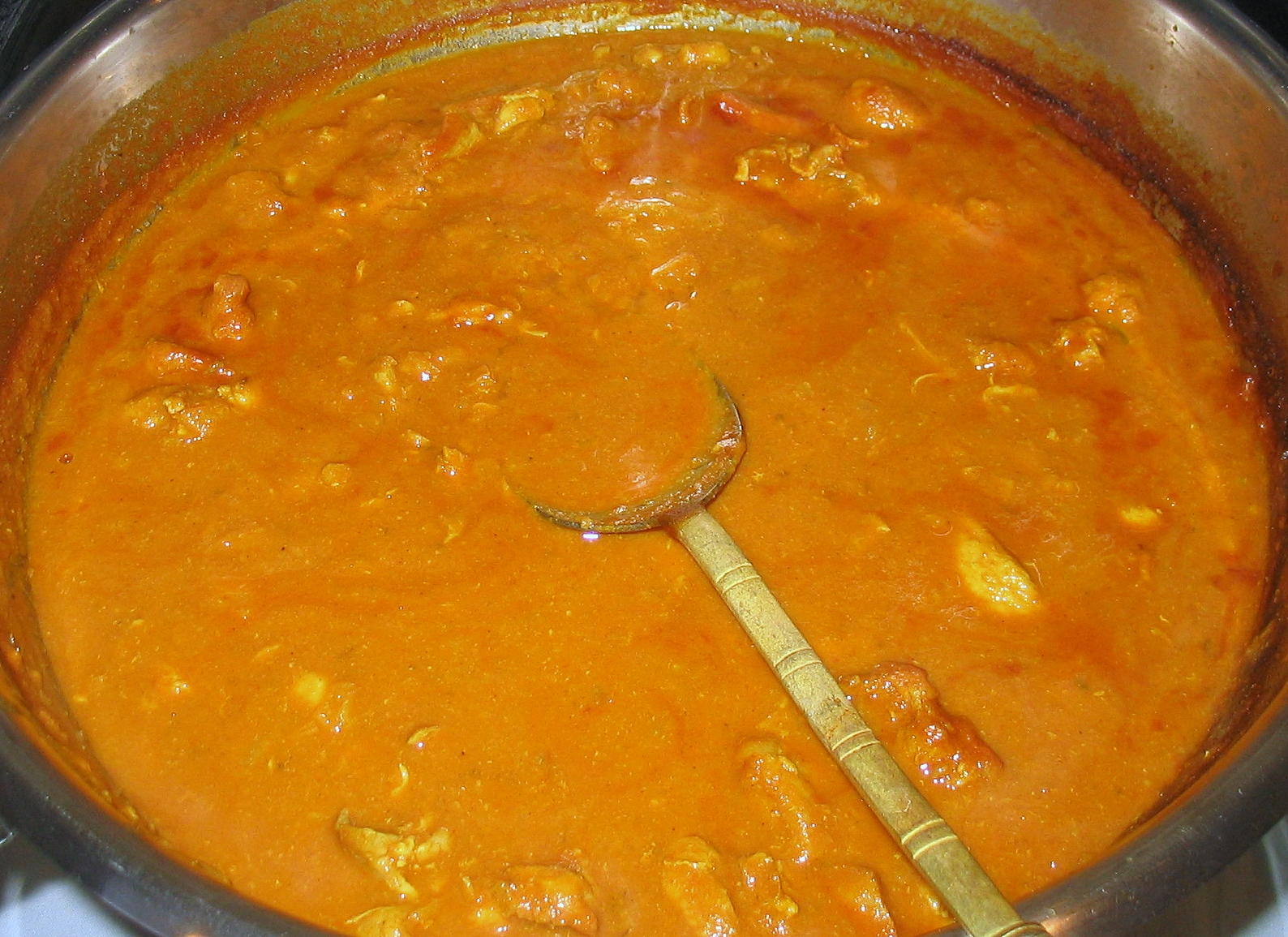
カレー

- カレー - もともと現地では細かく分類して呼び分けていて「カレー」という総称は無かった。 「カレー」という表現はインドにやってきた西洋人が現地の人々のように細かい区別が分からずまとめて大雑把に呼んでそれが広がった。インドの「カレー」料理は世界各地に広がっている。

### 中東から東欧

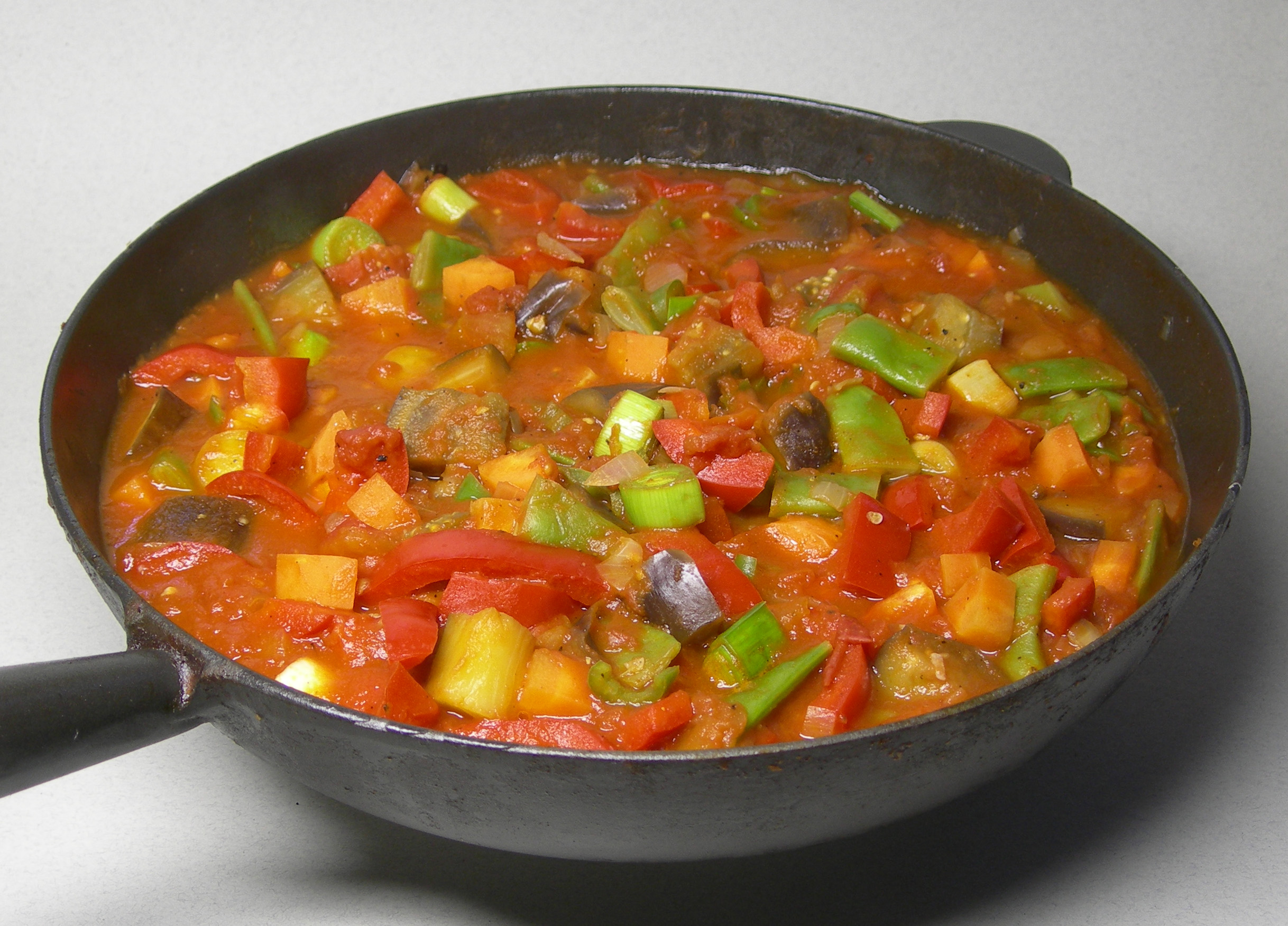
ギュベチ

- ギュベチ - 肉と野菜の煮込み。トルコあたりからルーマニアあたりの多くの国で食されている。
- ボルシチ - ウクライナの煮込みスープ。

### 西ヨーロッパ

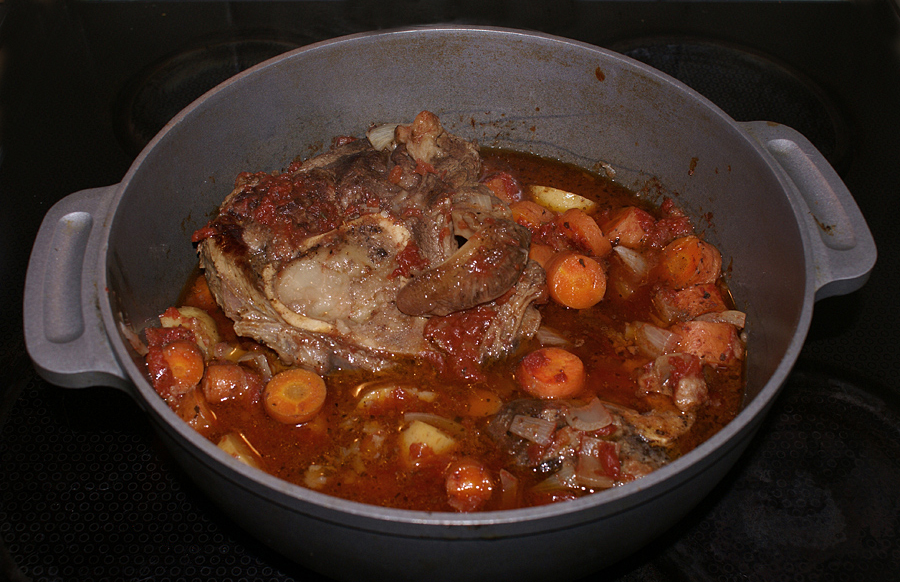
オッソ・ブーコ

イタリア
- オッソ・ブーコ - 仔牛すね肉の煮込み

フランス
- ポトフ
- ブイヤベース
- ポテ
- ラタトゥイユ - 夏野菜の煮込み

イギリス
- シチュー
  - アイリッシュシチュー - アイルランド
  - ビーフシチュー

### 北欧

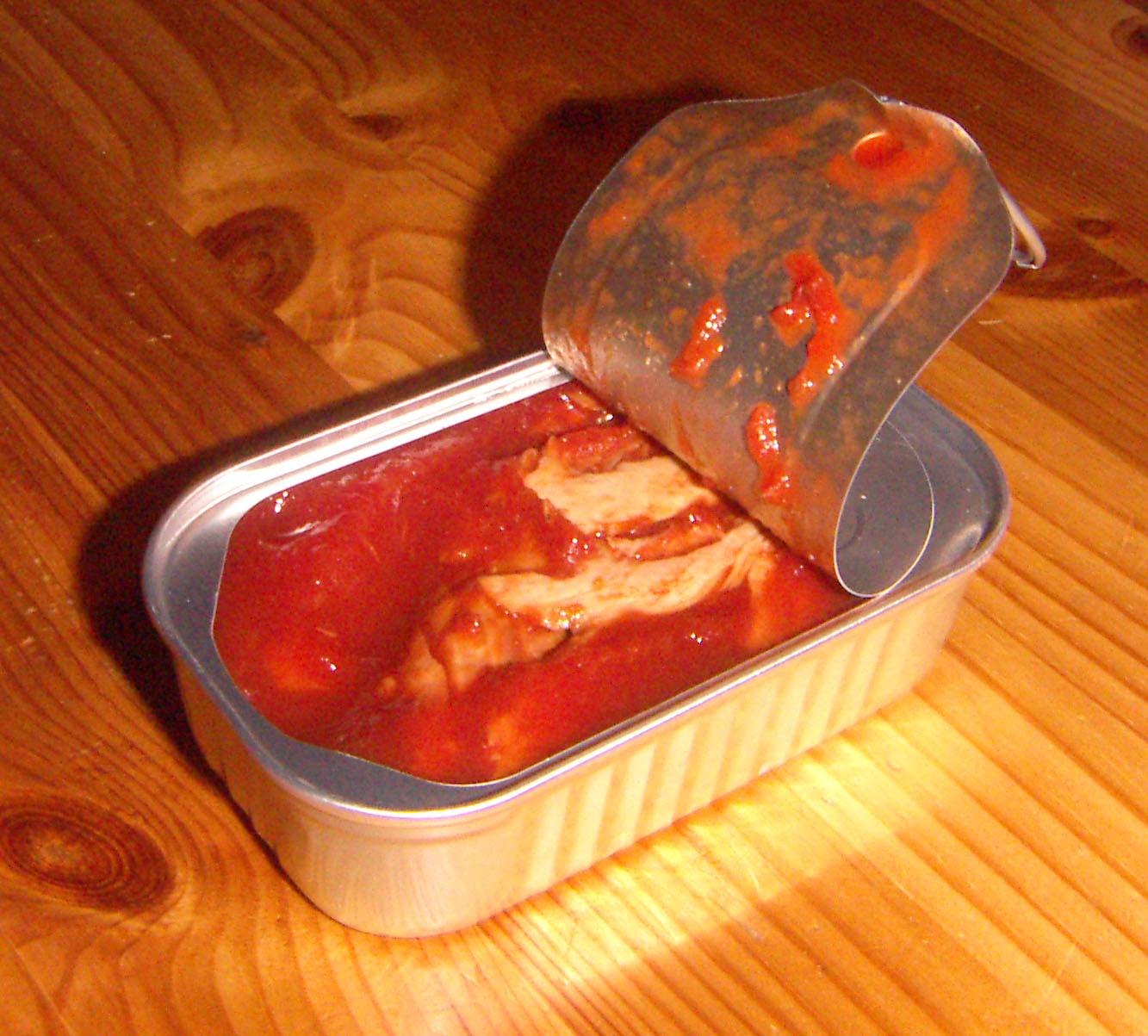
マックレーリ・トマート

- マックレーリ・トマート（no:Makrell i tomat）[注釈 1] - ノルウェーの鯖のトマト煮。缶詰製品にもなっており世界中に輸出されている。
- カロップス（Kalops) - スウェーデンの牛肉スライス、玉ねぎ、人参の煮込み
- ディルショット（Dillkot) - スウェーデンのディル風味の肉の煮込み。（kotは肉という意味）

### 北米、南米
- チリコンカーン（チリコンカルネ） - メキシコ料理でありアメリカ料理。ひき肉、玉ねぎを炒め、いんげん豆やトマトそしてチリペッパーなどの香辛料を加えて煮込んだ料理。
- フェイジョアーダ - ブラジルの豆と肉の煮込み。

## 調理器具の例
- 鍋類 全般。
- 蓋類。落し蓋。